# Minimuseum Soller

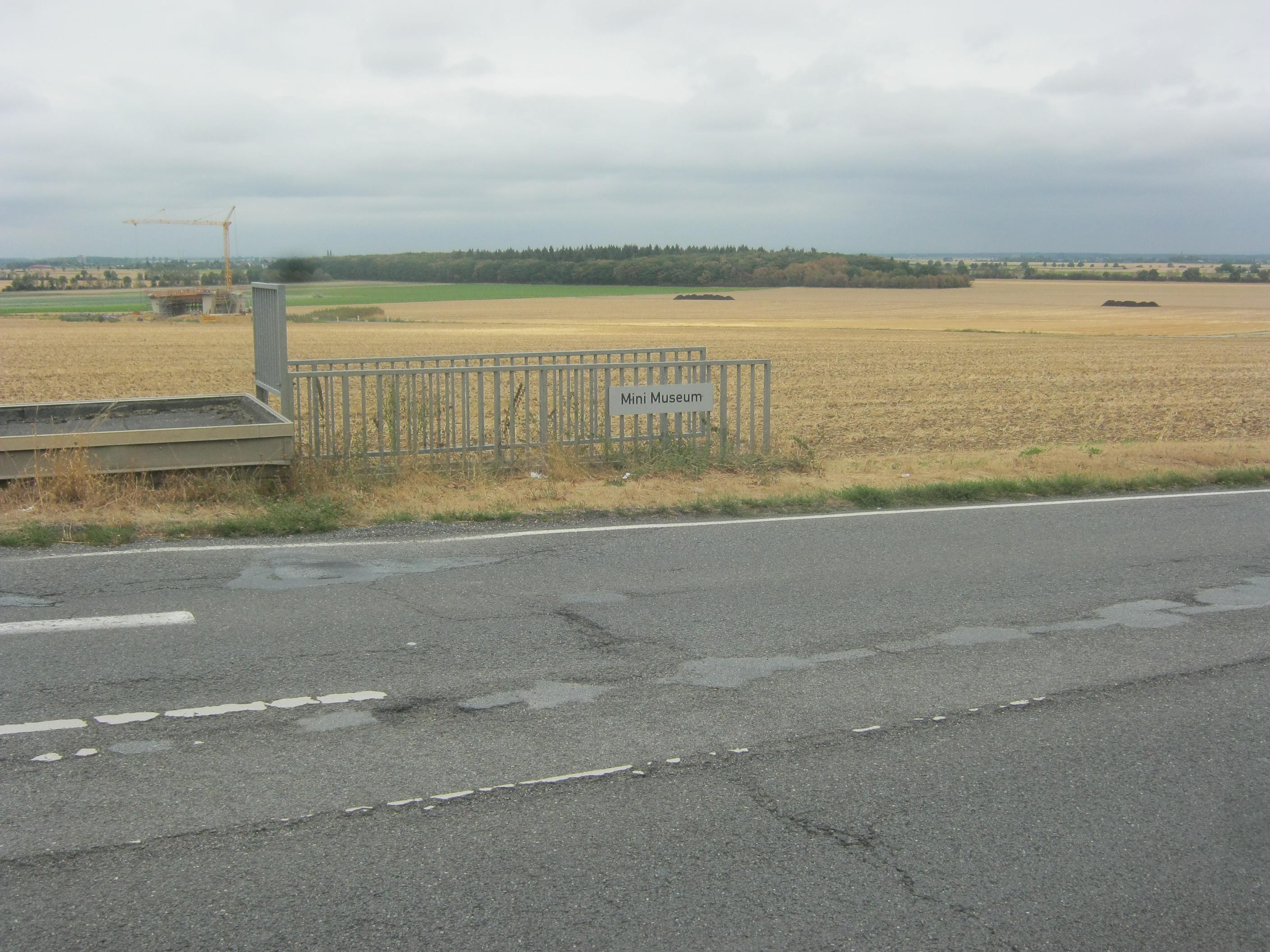
Der Zugang zum Minimuseum

Das Minimuseum ist ein Museum am nördlichen Ortsrand von Soller, Gemeinde Vettweiß im nordrhein-westfälischen Kreis Düren. Es behauptet, mit 4 m² Grundfläche das kleinste Museum der Welt zu sein.
Beim Ausbau der Kreuzung der Bundesstraße 56 mit der Kreisstraße 28 im Jahr 1981 wurden die Reste einer römischen Wasserleitung aus dem 2. Jahrhundert entdeckt. Sie führte aus dem Quellgebiet des Ellebaches in die umliegenden Orte und in das Dorf Soller.
Die damalige Wasserleitung ist mit flachen Ziegeln abgedeckt. Eine zweite Leitung liegt in einer Wanne aus Trassbeton. Sie ist mit halbrunden rötlich gefärbten Ziegeln abgedeckt. Dazu wurde noch ein Knickschacht gefunden.
Um diese historischen Fragmente zu erhalten, beschlossen der Kreis Düren und das Rheinische Landesmuseum Bonn ein „Minimuseum“ mit einer Größe von nur ca. 2 × 2 m zu errichten. Von außen ist nur eine Treppe zu sehen, die nach unten führt und von einem Geländer umgeben ist. Der Zugang ist nach Aushändigung eines Schlüssels bei der Gemeindeverwaltung Vettweiß möglich.